# FSO 1300 Coupé
FSO 1300 Coupé (także Polski Fiat 1100 Coupé) – prototyp polskiego samochodu sportowego produkcji FSO, skonstruowany w latach 1973–1974, a zaprezentowany w 1974 roku podczas wystawy "Warszawa XXX". Nazywany „polskim Lotusem Espritem”.

## Historia i opis pojazdu
Model skonstruowano w oparciu o rozwiązania techniczne opracowane w OBRSO oraz zapożyczone z Fiata 128 Rally, jednak do jego opracowania wykorzystano również podzespoły Fiata X1/9 oraz Polskiego Fiata 125p. Elementy układu napędowego, jezdnego, hamulcowego oraz wyposażenia zaadaptowano z modelu Fiat 128 Rally. W instalacji elektrycznej zastosowano rozwiązania z Fiata 128 oraz Polskiego Fiata 125p.
Nadwozie, zaprojektowane przez Zbigniewa Wattsona, miało modny ówcześnie kształt klina. Deska rozdzielcza, wykonana z tworzywa sztucznego, była bogato wyposażona w przełączniki i wskaźniki przejęte z samochodów marki Fiat. Z przodu znajdowały się dwa fotele kubełkowe, a z tyłu niewielka kanapa. Do wad samochodu należały niskie właściwości jezdne oraz słabe osiągi – silnik, umieszczony poprzecznie z tyłu, dysponował mocą 75 KM, przez co zapewniał maksymalną prędkość 140 km/h. Produkcji seryjnej nigdy nie uruchomiono, ze względów ekonomicznych. Po kilku latach od powstania zdecydowano o zniszczeniu jedynego prototypu, ze względu na uznanie za konstrukcję nieprzydatną w sporcie oraz przy rozwoju dalszych konstrukcji FSO.

## Dane techniczne
- Silnik: Fiat, R4, 1116 cm³, moc 56 KM przy 6000 obr./min albo Fiat 128AR.000, R4, 1290 cm³, moc 75 KM przy 6000 obr./min[6]
- Średnica cylindra x skok tłoka: 80 x 55,5 mm albo 86 x 55,5 mm[6]
- Stopień sprężania: 8,9:1
- Prędkość maksymalna – 140 km/h
- Zużycie paliwa: 8-9 l / 100 km